# Peniagone vitrea
Peniagone vitrea és una espècie de cogombre de mar que neda a les profunditats marines de la família Elpidiidae.
És un detritívor i es troba al nord de l'oceà Pacífic, a profunditats abissals. Va ser descrit per primera vegada pel zoòleg suec Hjalmar Théel el 1879, sent un dels molts animals de les profunditats marines descoberts durant l'expedició Challenger de 1872–1876.

## Ecologia
Peniagone vitrea és una de les nombroses espècies d'equinoderms que mostren grans variacions en la densitat de població. Investigadors d'un estudi van descobrir que, durant un període de setze anys, dues holotúries d'aigües profundes, Elpidia minutissima i Peniagone vitrea, van experimentar una disminució de la densitat de l'ordre d'una a dues magnituds. S'ha plantejat la hipòtesi que dos factors que augmenten la probabilitat de grans fluctuacions en la població són la reproducció per emissió i la possessió de larves planctòtrofes. Aquests factors proporcionen un bucle de retroalimentació positiva, de manera que un cop les poblacions disminueixen, la recuperació és molt lenta. Quan els organismes individuals estan més separats, és menys probable que la reproducció per emissió provoqui la fecundació i això significa menys larves disponibles per al reclutament.